# Красный Берег (Псковская область)
Красный Берег — деревня в Великолукском районе Псковской области России. Входит в состав сельского поселения «Пореченская волость».
Расположена на правом берегу реки Ловать, в 45 км к югу от райцентра Великие Луки и в 9 км к юго-западу от волостного центра Поречье.

## Население
Численность населения деревни по состоянию на 2000 год составляла 9 жителей, на 2010 год — 6 жителей.